# شهرستان دولورس (کلرادو)
شهرستان دولورس، کلرادو (به انگلیسی: Dolores County, Colorado) یک سکونتگاه مسکونی در ایالات متحده آمریکا است که در کلرادو واقع شده‌است.

## خصوصیات
شهرستان دولورس ۲٬۷۶۶٫۱۲ کیلومترمربع مساحت دارد.